# Korona szwedzka (atrybut)

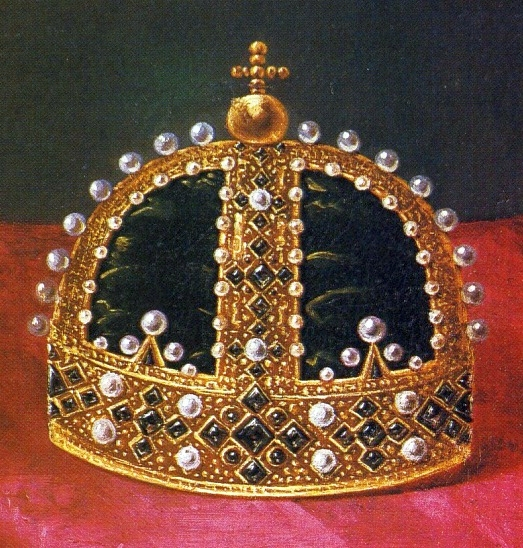
Korona szwedzka namalowana przez Peetera Danckersa de Rija

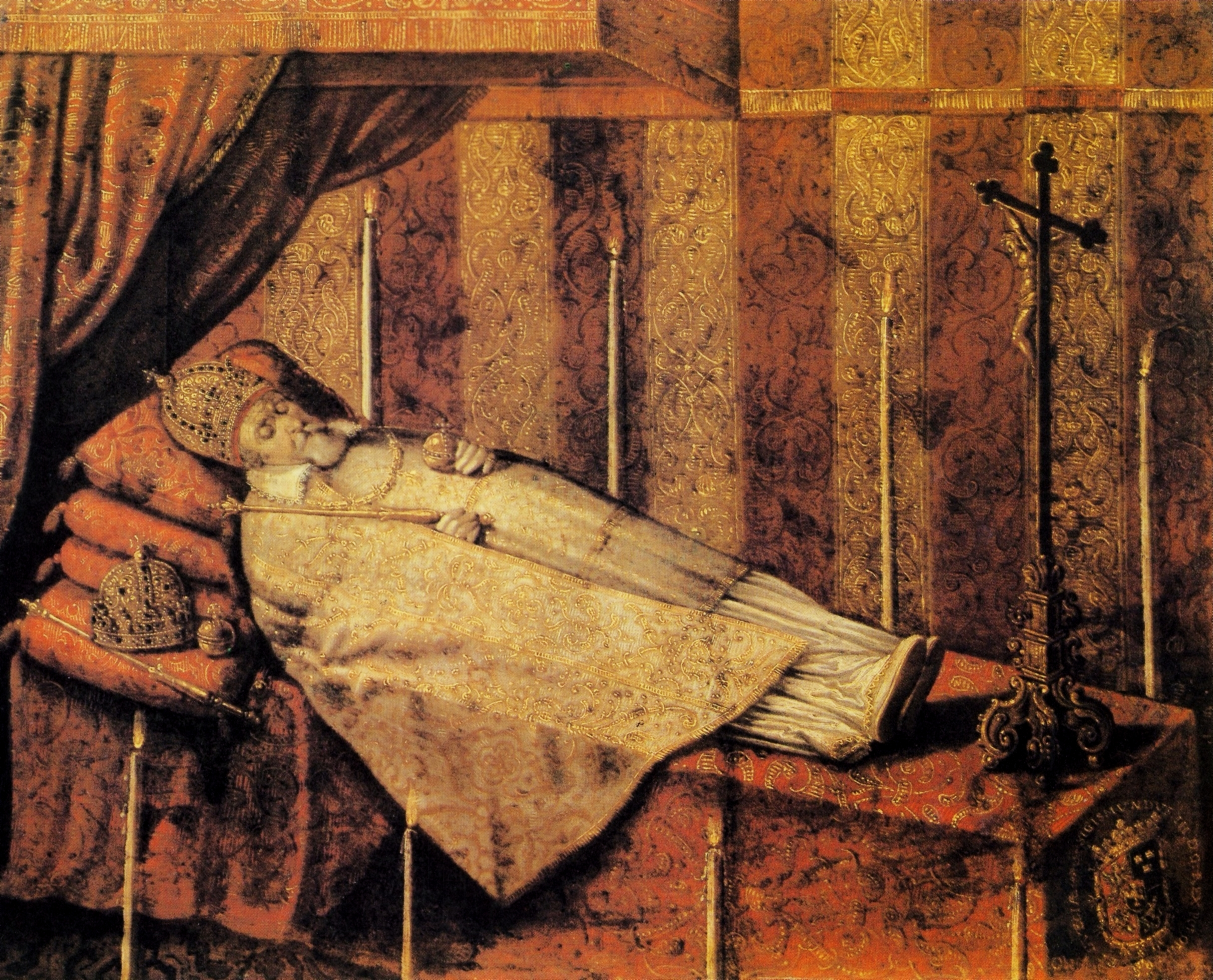
Ciało króla Zygmunta III Wazy na katafalku. Na głowie monarchy korona moskiewska, obok na wezgłowiu korona szwedzka

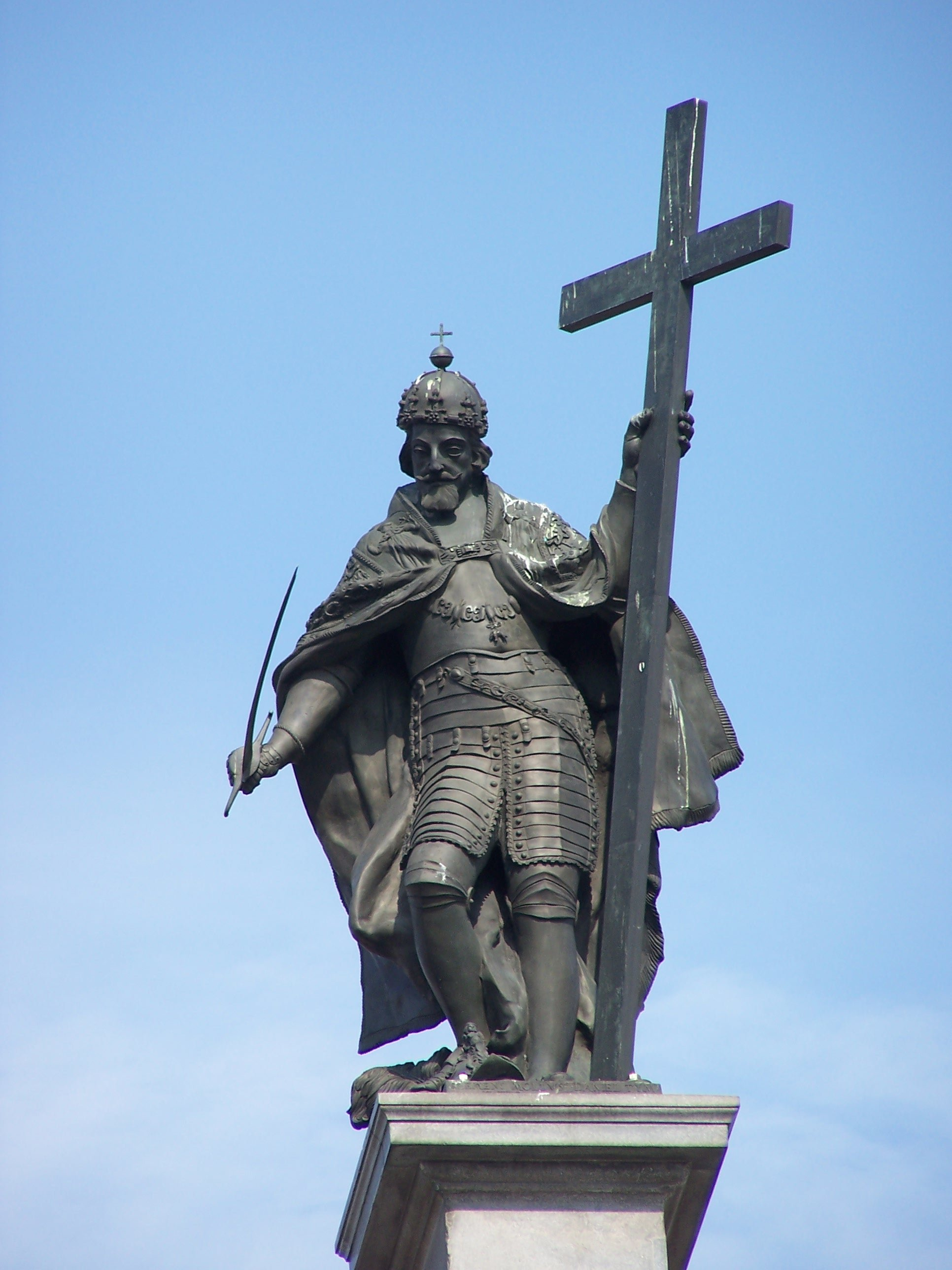
Pomnik Zygmunta III Wazy w Warszawie

Korona szwedzka – prywatna korona Wazów, przekazana do Skarbca Koronnego na Wawelu po abdykacji Jana II Kazimierza Wazy w 1668 roku.

## Historia
Istnieje domniemanie, że pierwotnie korona szwedzka była własnością Zygmunta II Augusta i po śmierci króla w 1572 roku została przez Radę Koronną zastawiona u gdańskiego bankiera Jana Tudesco. Insygnium to pod koniec XVI wieku kupił Zygmunt III Waza i korzystał z niej podczas pobytu w Szwecji. Następnie testamentem z 1623 roku zapisał ją Rzeczypospolitej, co jednak nie zostało uszanowane przez jego następców.
Po 1632 roku korona szwedzka była w posiadaniu Władysława IV Wazy, a później Jana II Kazimierza Wazy. Dopiero w 1668 roku po sporach i targach króla z Sejmem znalazła się w skarbcu na Wawelu, gdzie była przechowywana do III rozbioru Polski w 1795 roku. Korona szwedzka została wówczas skradziona przez żołnierzy pruskich i przekazana do skarbca Hohenzollernów w Berlinie. Po 1809 roku wraz z innymi insygniami polskich królów została zniszczona.
Korona szwedzka była koroną zamkniętą, z globem i krzyżykiem na szczycie. Obręcz jej była ośmiodzielna, zwieńczona kwiatonami, zdobiona gęsto perłami i drogocennymi kamieniami.

## Literatura
- Jerzy Lileyko. Regalia Polskie. Warszawa 1987. ISBN 83-03-02021-8
- Janusz Miniewicz. Tajemnica polskich koron. Czy jest szansa ich odnalezienia?. Nowy Sącz 2006. ISBN 83-924034-2-8
- Michał Rożek. Polskie koronacje i korony. Kraków 1987. ISBN 83-03-01914-7